# Майборода, Александр Антонович
Александр Антонович Майборода (укр. Олександр Антонович Майборода; 11 октября 1910 — 15 декабря 1981) — советский деятель сельского хозяйства, директор совхозов «Красная Волна» в Великобурлукском районе и «Красный Октябрь» в Балаклейском районе Харьковской области. Герой Социалистического Труда.

## Биография
Александр Майборода родился 11 октября 1910 года на хуторе Синельниково Волчанского уезда Харьковской губернии в украинской крестьянской семье. Трудовую деятельность начал в 1922 году, сначала батрачил на разных работах, затем устроился столяром в волчанской организации по строительству жилья. В 1930—1933 годах проходил службу в рядах Пограничных войск ОГПУ на территории Азербайджанской ССР.
По окончании службы в 1933 году, работал заведующим хозяйством совхоза «Красная Волна» в Великобурлукском районе. Через два года стал заведующим нефтехранилищем, а впоследствии — руководителем третьего отдела того же совхоза. В 1939 году стал членом ВКП (б).
В 1941 году стал директором семеноводческого совхоза «Красная Волна». После начала Великой Отечественной войны вместе с совхозом был эвакуирован в тыл. В 1942—1943 годах работал директором совхоза «Пролетарий» Троицкого района Алтайского края. В 1943 году вернулся в освобождённый Великобурлукский район, где вновь возглавил совхоз «Красная Волна». Ему удалось за короткое время восстановить хозяйство, за что его наградили медалью «За доблестный труд в Великой Отечественной войне 1941—1945 гг.» и орденом «Знак Почета».
Под руководством Александра Майбороды ежегодно росли показатели экономического развития хозяйства, а в 1947 году совхоз собрал рекордное количество зерновых культур. Особенно большие показатели были в заготовке озимой пшеницы, которой было собрано 35 центнеров зерна с гектара на общей площади около тысячи гектар. За «получение высоких урожаев пшеницы при выполнении совхозом плана сдачи государству сельскохозяйственных продуктов в 1947 году и обеспеченности семенами зерновых культур для весеннего сева 1948 года» Президиум Верховного Совета СССР приказом от 13 марта 1948 года удостоил Александра Майбороду звания Героя Социалистического Труда с вручением ордена Ленина и медали «Серп и Молот». Кроме директора, звание героя получили ещё восемь рабочих «Красной волны». Это были руководитель первого отдела совхоза Филипп Куценко и звеньевые: Мария Губина, Варвара Житник, Екатерина Колесник, Татьяна Лидовская, Пелагея Олейник, Анна Пасмур и Варвара Сиренко.
В 1948 году совхоз вновь собрал высокие урожаи, за что Александр Майборода 6 апреля 1949 года был удостоен второго ордена Ленина. Учился на двухлетних курсах повышения квалификации, которые окончил в 1953 году. Через четыре года был переведён в Балаклейский район, где возглавил местный совхоз «Красный Октябрь». Александр Майборода руководил хозяйством до 1968 года, когда занял должность агронома-инструктора в Савинском сахарном совхозе.
Труд в сельском хозяйстве совмещал с партийной и общественной работой. Входил в состав бюро Великобурлукского, Балаклейского и Савинского райкомов КПУ, избирался депутатом соответствующих районных советов и делегатом XVI съезда КП(б)У. Умер Александр Майборода 15 декабря 1981 года.

## Награды
- Герой Социалистического Труда (13.03.1948)[4]
- орден Ленина (13.03.1948; 6.04.1949)[4]
- орден «Знак Почета» (10.09.1945)[2]
- медаль «Серп и Молот» (13.03.1948)[4]
- медаль «За доблестный труд в Великой Отечественной войне 1941—1945 гг.»[4]